# Формула Ньютона — Ляйбніца
Фо́рмула Ньюто́на-Ляйбніца для обчислення визначеного інтеграла є узагальненням методу Архімеда для обчислення площ і поверхонь плоских, криволінійних поверхонь, об'ємів тіл, довжин кривих та інших задач.
Нехай функція {\displaystyle f(x)} неперервна на відрізку [а, b] і відома її первісна {\displaystyle F(x)}, тоді визначений інтеграл від функції {\displaystyle f(x)} можна обчислити за формулою:
{\displaystyle \int \limits _{a}^{b}f(x)\,dx=F(b)-F(a)}
Ця формула називається формулою Ньютона—Ляйбніца. Іноді її називають основною формулою інтегрального числення. Для скорочення запису часто застосовується позначення:
{\displaystyle \int \limits _{a}^{b}f(x)\,dx={\Bigl [}F(x){\Bigr ]}_{a}^{b}={\Bigl .}F(x){\Bigr |}_{a}^{b}}

Але в багатьох випадках первісна функція не може бути знайдена за допомогою елементарних засобів або є занадто складною, що робить неможливим обчислення визначеного інтеграла за цією формулою. В таких випадках користуються чисельнимим методами обчислення визначених інтегралів.

## Формальні твердження
Існує дві частини теореми. Перша частина оперує з похідними первісних, тоді як друга частина має справу зі зв'язком між первісною і визначеним інтегралом.

### Перша частина
Ця частина іноді згадується як перша фундаментальна теорема інтегрального числення.
Нехай f буде неперервною дійсно-значимою функцією на закритому проміжку [a, b]. Нехай F буде функцією визначеною, для всіх x у [a, b], через
{\displaystyle F(x)=\int _{a}^{x}\!f(t)\,dt.}
Тоді, F є неперервною на [a, b], диференційовною на відкритому проміжку (a, b), і
{\displaystyle F'(x)=f(x)\,}
для всіх x з (a, b).

### Наслідок
Фундаментальну теорему часто використовують для обчислення визначеного інтеграла функції f для якої відома первісна F. Конкретно, якщо f є дійсно-значною неперервною функцію на [a, b], і F її первісна f у [a, b], тоді
{\displaystyle \int _{a}^{b}f(t)\,dt=F(b)-F(a).}
Цей наслідок припускає неперервність на всьому проміжку. Цей вислід злегка посилюється наступною частиною теореми.

### Друга частина

Формула Ньютона - Лейбніца (анімація)

Ця частина іноді згадується як друга фундаментальна теорема інтегрального числення або формула Ньютона — Лейбніца (англ. Newton–Leibniz axiom).
Нехай f і F будуть дійсно-значними функціями визначеними на закритому проміжку [a, b] такі, що похідна F є f. Тобто f і F — це функції такі, що для всіх x з [a, b],
{\displaystyle F'(x)=f(x).\ }
Якщо f є інтегровною за Ріманом на [a, b] тоді
{\displaystyle \int _{a}^{b}f(x)\,dx=F(b)-F(a).}
Друга частина є почасти сильнішою від Наслідку, бо вона не вимагає неперервності f.
Коли існує первісна F, тоді існує нескінченно багато первісних для f, отримуваних додаванням до F довільної сталої. Також, з першої частини теореми, первісна існує завжди, коли f неперервна.

## Доведення першої частини
Для заданої f(t), визначимо функцію F(x) як
{\displaystyle F(x)=\int _{a}^{x}f(t)\,dt.}
Для двох довільних чисел x1 і x1 + Δx з [a, b], маємо
{\displaystyle F(x_{1})=\int _{a}^{x_{1}}f(t)\,dt}
і
{\displaystyle F(x_{1}+\Delta x)=\int _{a}^{x_{1}+\Delta x}f(t)\,dt.}
Відніманням отримуємо
{\displaystyle F(x_{1}+\Delta x)-F(x_{1})=\int _{a}^{x_{1}+\Delta x}f(t)\,dt-\int _{a}^{x_{1}}f(t)\,dt.\qquad (1)}
Можна показати, що
{\displaystyle \int _{a}^{x_{1}}f(t)\,dt+\int _{x_{1}}^{x_{1}+\Delta x}f(t)\,dt=\int _{a}^{x_{1}+\Delta x}f(t)\,dt.}
(Сума площ двох суміжних регіонів дорівнює площі двох регіонів об'єднаних.)
Отже
{\displaystyle \int _{a}^{x_{1}+\Delta x}f(t)\,dt-\int _{a}^{x_{1}}f(t)\,dt=\int _{x_{1}}^{x_{1}+\Delta x}f(t)\,dt.}
Підставляємо попереднє в (1), що дає
{\displaystyle F(x_{1}+\Delta x)-F(x_{1})=\int _{x_{1}}^{x_{1}+\Delta x}f(t)\,dt.\qquad (2)}
Згідно з теоремою Лагранжа для інтегрування, існує дійсне число {\displaystyle c(\Delta x)} з [x1, x1 + Δx] таке, що
{\displaystyle \int _{x_{1}}^{x_{1}+\Delta x}f(t)\,dt=f\left(c(\Delta x)\right)\Delta x.}
Для спрощення запису ми продовжуватимемо писати c замість {\displaystyle c(\Delta x),} але читач має усвідомлювати, що c залежить від {\displaystyle \Delta x}.
Підставляючи попереднє у (2) отримуємо
{\displaystyle F(x_{1}+\Delta x)-F(x_{1})=f(c)\Delta x.}
Ділення на Δx дає
{\displaystyle {\frac {F(x_{1}+\Delta x)-F(x_{1})}{\Delta x}}=f(c).}
Вираз ліворуч від знаку рівності — відношення різниць Ньютона для F у x1.
Перейдемо до границь при Δx → 0 з обох боків рівняння.
{\displaystyle \lim _{\Delta x\to 0}{\frac {F(x_{1}+\Delta x)-F(x_{1})}{\Delta x}}=\lim _{\Delta x\to 0}f(c).}
Вираз ліворуч є визначенням похідної від F у x1.
{\displaystyle F'(x_{1})=\lim _{\Delta x\to 0}f(c).\qquad (3)}
Для визначення другої границі використаємо стискну теорему. Число c лежить у проміжку [x1, x1 + Δx], отже x1 ≤ c ≤ x1 + Δx.
Також, {\displaystyle \lim _{\Delta x\to 0}x_{1}=x_{1}} and {\displaystyle \lim _{\Delta x\to 0}x_{1}+\Delta x=x_{1}.\,}
Тому, відповідно до стискної теореми,
{\displaystyle \lim _{\Delta x\to 0}c=x_{1}.}
Підставляємо в (3) і отримуємо
{\displaystyle F'(x_{1})=\lim _{c\to x_{1}}f(c).}
Функція f є неперервною в c, отже границю можна перенести в середину функції. Отже, ми маємо
{\displaystyle F'(x_{1})=f(x_{1}).\ }
Що завершує доведення.
(Leithold et al., 1996)  (строге доведення ви можете знайти на http://www.imomath.com/index.php?options=438 [Архівовано 22 лютого 2014 у Wayback Machine.])

## Доведення наслідку
Припустимо F — первісна f, якщо f неперервна на [a, b]. Нехай
{\displaystyle G(x)=\int _{a}^{x}f(t)\,dt}.
З першої частини теореми, ми знаємо G також первісна f. З теореми Лагранжа випливає, що існує таке число c, що G(x) = F(x) + c, для всіх x з [a, b]. Поклавши x = a, маємо
{\displaystyle F(a)+c=G(a)=\int _{a}^{a}f(t)\,dt=0,}
що значить c = − F(a). Інакше кажучи G(x) = F(x) − F(a), і отже
{\displaystyle \int _{a}^{b}f(x)\,dx=G(b)=F(b)-F(a).}

## Доведення другої частини
Доведення через суми Рімана.
Нехай f інтегровна за Ріманом на відрізку [a, b], і нехай f має первісну F на [a, b]. Почнемо з величини F(b) − F(a). Нехай існують числа x1, …, xn
такі, що
{\displaystyle a=x_{0}<x_{1}<x_{2}<\cdots <x_{n-1}<x_{n}=b.\,}
З цього слідує
{\displaystyle F(b)-F(a)=F(x_{n})-F(x_{0}).\,}
Тепер додамо кожне F(xi) разом із зворотнім до нього щодо додавання, отже вислідна величина дорівнює:
{\displaystyle {\begin{aligned}F(b)-F(a)&=F(x_{n})+[-F(x_{n-1})+F(x_{n-1})]+\cdots +[-F(x_{1})+F(x_{1})]-F(x_{0})\\&=[F(x_{n})-F(x_{n-1})]+[F(x_{n-1})+\cdots -F(x_{1})]+[F(x_{1})-F(x_{0})].\end{aligned}}}
Попереднє можна записати як таку суму:
{\displaystyle F(b)-F(a)=\sum _{i=1}^{n}\,[F(x_{i})-F(x_{i-1})].\qquad (1)}
Далі, використаємо теорему Лагранжа. Яка стверджує (коротко)
Нехай F є неперервною на відрізку [a, b] і диференційовною на інтервалі (a, b). Тоді існує деяке c з (a, b) таке, що
{\displaystyle F'(c)={\frac {F(b)-F(a)}{b-a}}.}
З цього випливає, що
{\displaystyle F'(c)(b-a)=F(b)-F(a).\,}
Функція F диференційовна на [a, b]; отже, вона диференційовна і неперервна на кожному з відрізків [xi−1, xi]. Згідно з теоремою Лагранжа,
{\displaystyle F(x_{i})-F(x_{i-1})=F'(c_{i})(x_{i}-x_{i-1}).\ }
Підставляючи попереднє в (1), отримуємо
{\displaystyle F(b)-F(a)=\sum _{i=1}^{n}\,[F'(c_{i})(x_{i}-x_{i-1})].}
Припущення означає {\displaystyle F'(c_{i})=f(c_{i}).} Також, {\displaystyle x_{i}-x_{i-1}} може бути виражено як {\displaystyle \Delta x} відтинку {\displaystyle i}.
{\displaystyle F(b)-F(a)=\sum _{i=1}^{n}\,[f(c_{i})(\Delta x_{i})].\qquad (2)}

Збіжна послідовність сум Рімана. Число нагорі ліворуч є повною площею голубих прямокутників. Вони збігаються до інтеграла функції

Ми описуємо площу прямокутника через добуток ширини і висоти і додаємо площі. Кожен прямокутник, знов теорема Лагранжа, є наближенням секції кривої, де він намальований. Також {\displaystyle \Delta x_{i}} не обов'язково має бути однаковим для всіх i, інакше кажучи, ширина прямокутників може різнитися. Що нам потрібно зробити — приблизно задати криву через n прямокутників. Тепер, у міру того як розмір кожного відтинку зменшується, а n збільшується, ми наближаємося до справжнього значення інтеграла кривої.
З переходом до границі, де розмір розбиття, найбільше {\displaystyle \Delta x}, прямує до нуля і відповідно кількість відтинків до нескінченності, ми досягаємо інтеграла Рімана. Границя існує, бо за припущенням f інтегровна.
Отже, ми переходимо до границі з обох боків у (2). Маємо
{\displaystyle \lim _{\|\Delta x_{i}\|\to 0}F(b)-F(a)=\lim _{\|\Delta x_{i}\|\to 0}\sum _{i=1}^{n}\,[f(c_{i})(\Delta x_{i})].}
Ані F(b), ні F(a) не є залежними від {\displaystyle ||\Delta x_{i}\|}, тому границя зліва залишається F(b) − F(a).
{\displaystyle F(b)-F(a)=\lim _{\|\Delta x_{i}\|\to 0}\sum _{i=1}^{n}\,[f(c_{i})(\Delta x_{i})].}
Вираз праворуч визначає інтеграл f від a до b. Отже, ми отримуємо
{\displaystyle F(b)-F(a)=\int _{a}^{b}f(x)\,dx,}
що й завершує доведення.
Це виглядає майже так наче перша частина безпосередньо випливає з другої. Тобто, припустимо G є первісною для f. Тоді згідно з другою частиною теореми, {\displaystyle G(x)-G(a)=\int _{a}^{x}f(t)\,dt}. Тепер, припустимо {\displaystyle F(x)=\int _{a}^{x}f(t)\,dt\ =G(x)-G(a)}. Тоді F має таку саму похідну як і G, звідси F′ = f. Однак, цей довід працює лише якщо ми знаємо, що f має первісну, а ми знаємо, що неперервні функції мають первісну лише завдяки першій частині фундаментальної теореми.
Наприклад, якщо f(x) = e−x2, тоді f має первісну, а саме
{\displaystyle G(x)=\int _{0}^{x}f(t)\,dt\,}
і не існує простішого виразу для цієї функції. Саме через не треба сприймати другу частину як визначення інтеграла. І справді, існує багато функцій які інтегровні, але на мають первісної яку можна записати у вигляді елементарних функцій. І навпаки, багато функцій, що мають первісну, неінтегровні за Ріманом (дивись Функція Вольтерра).

## Приклади
Задля прикладу обчислимо таке:
{\displaystyle \int _{2}^{5}x^{2}\,dx.}
Тут, {\displaystyle f(x)=x^{2}\,} і ми можемо використати {\displaystyle F(x)={\frac {x^{3}}{3}}} як первісну. Звідси
{\displaystyle \int _{2}^{5}x^{2}\,dx=F(5)-F(2)={\frac {5^{3}}{3}}-{\frac {2^{3}}{3}}={\frac {125}{3}}-{\frac {8}{3}}={\frac {117}{3}}=39.}
Або, загальніше, обчислимо
{\displaystyle {\frac {d}{dx}}\int _{0}^{x}t^{3}\,dt}
Тут, {\displaystyle f(t)=t^{3}\,} і можна використати {\displaystyle F(t)={\frac {t^{4}}{4}}} як первісну. Отже
{\displaystyle {\frac {d}{dx}}\int _{0}^{x}t^{3}\,dt={\frac {d}{dx}}F(x)-{\frac {d}{dx}}F(0)={\frac {d}{dx}}{\frac {x^{4}}{4}}=x^{3}.}
Або, тотожно,
{\displaystyle {\frac {d}{dx}}\int _{0}^{x}t^{3}\,dt=f(x){\frac {dx}{dx}}-f(0){\frac {d0}{dx}}=x^{3}.}